# Кудзьо Йосіцуне
Кудзьо Йосіцуне (*九条 良経, 1169  —16 квітня 1206) — середньовічний японський державний діяч, поет кінця періоду Хейан і початку періоду Камакури.

## Життєпис
Походив з роду Кудзьо, частини Північних Фудзівара. Син Кудзьо Канедзане, великого державного міністра, і Фудзівара но Томоко. Народився 1169 року. Здобув гарну освіту, замолоду виявив хист до віршування. 1179 року отримав молодший п'ятий ранг. Того ж року стає дзідзю (на кшталт камергера — слуги імператора).
Вже 1180 року отримує старший п'ятий ранг. 1182 року призначено сьосьо (молодшим офіцером) Правої внутрішньої палацової гвардії (укон'ефу). Того ж року стає заступником очільника Лівої внутрішньої палацової гвардії (до 1183 року). 1183 року надано молодший четвертий ранг, а 1185 року — старший четвертий ранг і незабаром молодший третій ранг. Також призначено кокусі провінції Харіма. 1187 року досяг старший другий ранг. 1189 року стає середнім державним радником, а наприкінці того ж року — старшим державним радником.
1190 року призначено головою Лівої внутрішньої палацової гвардії. Також очолив управління палацу імператриці, якого була його сестра Кудзьо Нінсі. 1195 року призначено двірцевим міністром, 1199 року — Лівим міністром, фактично очоливши Дайдзьокан (Вищу державну раду). Проте на час фактична влада перейшла до сьогунів з клану Мінамото, втім з якими Йосіцуне підтримував дружні стосунки.
1202 року після смерті батька очолив рід Кудзьо. Того ж року стає сессьо (регентом) при імператорові Цутімікадо. 1203 року послідовно обіймав посади найрана (інспектора документів, що подавалися на підпис імператору), досягши зрештою посади великого державного міністра. Крім того, отримав старший державний ранг. 1204 року йому надано молодший перший ранг. 1205 року йде у відставку з посади великого державного міністра. Помер 1206 року.

## Творчість
Був майстром складання віршів-вака, які увійшли до імператорської поетичної антології «Сін кокін-сю» та його власної збірки «Акіхіро ґессей-сю». 1192 року організував великий поетичний турнір під назвою «Роппякубан», що тривав до 1194 року. В ньому брало участь 12 поетів, відбулося 600 райндів, де представлено 1200 віршів. Сам Кудзьо Йосіцуне брав участь змаганнях на боці школи Рокудзьо.
У 1201—1202 роках був учасником великого поетичного турніру «Сенго-хякубан утаавасе» (мав 1500 раундів), який організував екс-імператор Ґо-Тоба.

## Родина
1. Дружина — донька Ітідзьо Йосіясу
Діти:
- Кудзьо Мітііе (1193—1252), сессьо. Його син Йоріцуне став сьоґуном Камакури
- Кудзьо Норііе (1194—1225)
- Ріцусі (1192—1248), дружина імператор Дзюнтоку

2. Фудзівара но Хісако
Діти:
- Кудзьо Мотоіе (1203—1280), поет

3. Дружина — донька Самесуке Масацуне
Діти:
- Рйосон

4. Дружина — донька Дайдзендайбу Нобунорі
Діти:
- Докей

5. Дружина — невідомо
Діти:
- Кейсей (1189—1268)